# راسكازوفو
راسكازوفو (بالروسية: Рассказово) هي إحدى مدن روسيا في الكيان الفدرالي الروسي تامبوف أوبلاست.